# Fondeadero Atlas
Der Fondeadero Atlas (spanisch) ist ein Naturhafen im Archipel der Biscoe-Inseln westlich der Antarktischen Halbinsel. Er liegt westlich der Watkins-Insel, nördlich von Belding Island sowie südlich der Adolph Islands.
Wissenschaftler einer von 1955 bis 1956 durchgeführten argentinischen Antarktisexpedition benannten ihn.